# Francisco Blanco
Francisco Blanco, född 1943 i Venezuela, är en svensk bildkonstnär, poet och musiker, verksam i Europa sedan 1965. Bosatt i Sverige sedan 1969.

## Biografi
Francisco José Blanco växte upp i Caracas och i byar längst Venezuelas kust.
1959 kommer han i kontakt med konstnären Manuel Vicente Mujica som uppmuntrar honom att skriva in sig på konstskolan El Taller de Arte Libre i Caracas.
1965 flyttar Francisco Blanco till Europa och tar sig via Spanien till Frankrike, där han blir antagen till École des Beaux-Arts. 1967-68 finns han på Kungliga konsthögskolan i
Stockholm och bor under ett par år både i Paris och Stockholm. 1969 bosätter sig Blanco i Sverige.
1977 förvärvade Moderna museet målningen La tetera. 1978 representerade Blanco Sverige vid Biennalen för europeisk konst i Belgien och tilldelas där hederspriset.
1988 köper Moderna museet målningen Big Cities and the Spring. 1993 har Blanco en separatutställning på Nordjyllands konstmuseum. 1997 förvärvade Nationalmuseum teckningen G.B. and the Wonderful Years.

## Konstnärskap
Blanco arbetar med måleri, skulptur, teckning, installationer, poesi, happening, musik och performance. Karakteristiskt för Blancos konst är fantastiska kombinationer av element från olika kulturer i ett absurdistisk och poetiskt uttryck. Bruket av alternativa format i Blancos stafflimåleri är också typiskt. Formaten varierar från enkla variationer och förskjutningar av fyrhörningen till polygoner med så många som sju hörn.
2001 gav Blanco ut den prosapoetiska självbiografin F.J. Blanco. A South American Artist in Europe på engelska, svenska och spanska i parallelltext.
Blanco är representerad på ett femtiotal museer och andra kulturella institutioner i Sverige och i utlandet bland annat vid Moderna museet.

### Big Cities and the Spring
Oljemålningen Big Cities and the Spring från 1988 (Moderna museet) föreställer en tom stol omgiven av representationer av städer som Paris, Rio de Janeiro och Stockholm, musikinstrument och dekorativa element. Mot stolen skjuts pilar eller penslar från alla håll. Målningen har fyra hörn, men inga av de fyra sidorna har samma längd. Sidorna är svagt utåtbuktande, eller bågformade.
Formatet kan både sättas i samband både med bildinnehållet (genom att bågarna associeras med pilarna i bilden) och med målningen som fristående föremål i rummet (eftersom avsaknaden av räta vinklar gör att målningen inte kan fixeras i ett entydigt förhållande till väggar och tak). Målningen kan jämföras med sättet ett sönderrivet fotografi fungerar: det visar både upp sitt bildinnehåll och sig självt som föremål.